# 大川マキナ
大川 マキナ（おおかわ マキナ）は、日本の漫画家。本名・性別は非公開。

## 作品
高校の茶道部を舞台にした4コマ漫画「アリスのお茶会」が、第11回スクウェア・エニックスマンガ大賞ギャグ部門で佳作を受賞。『月刊ガンガンWING』2008年2月号、5月号、10月号から2009年3月号まで連載された。『まんがタイムきららMAX』2009年7月号から8月号にて、単発作品「りくのすてーじ（前後編）」が掲載された。『まんがタイムスペシャル』2014年4月号から2015年1月号にて、「おかってスタディ」が連続掲載された。

### 単行本
- 『アリスのお茶会』スクウェア・エニックス ガンガンウイングコミックス 2009年4月27日発行 ISBN 978-4-7575-2524-5

## 同人活動
サークル「MIXピザ」として、オリジナル作品などの同人活動をしている。